# チュニジア軍
チュニジア軍（チュニジアぐん）は、チュニジア共和国の軍隊である。

## 概要
チュニジア軍は陸軍、海軍、空軍から構成されている。
兵力は陸軍27,000名、海軍4,800名、空軍4,000名となっている。この他に準軍事組織として内務省傘下の国家警備隊12,000名を擁する。

### データ
- 軍事予算 - 12億8千万ドル(2022年)[1]
- 兵役 - 選抜徴兵制(1年間)[1]

## 歴史
1957年にチュニジアの初代大統領となったハビーブ・ブルギーバの時代ではその親欧米政策により、隣国のアルジェリアと対照的に1977年に中国から購入した2隻の哨戒艇（上海II型）を除いて殆どの装備はアメリカ、フランス、イギリス、イタリア、スウェーデンなど西側諸国から導入されてきた。

## 組織・編制

### 陸軍

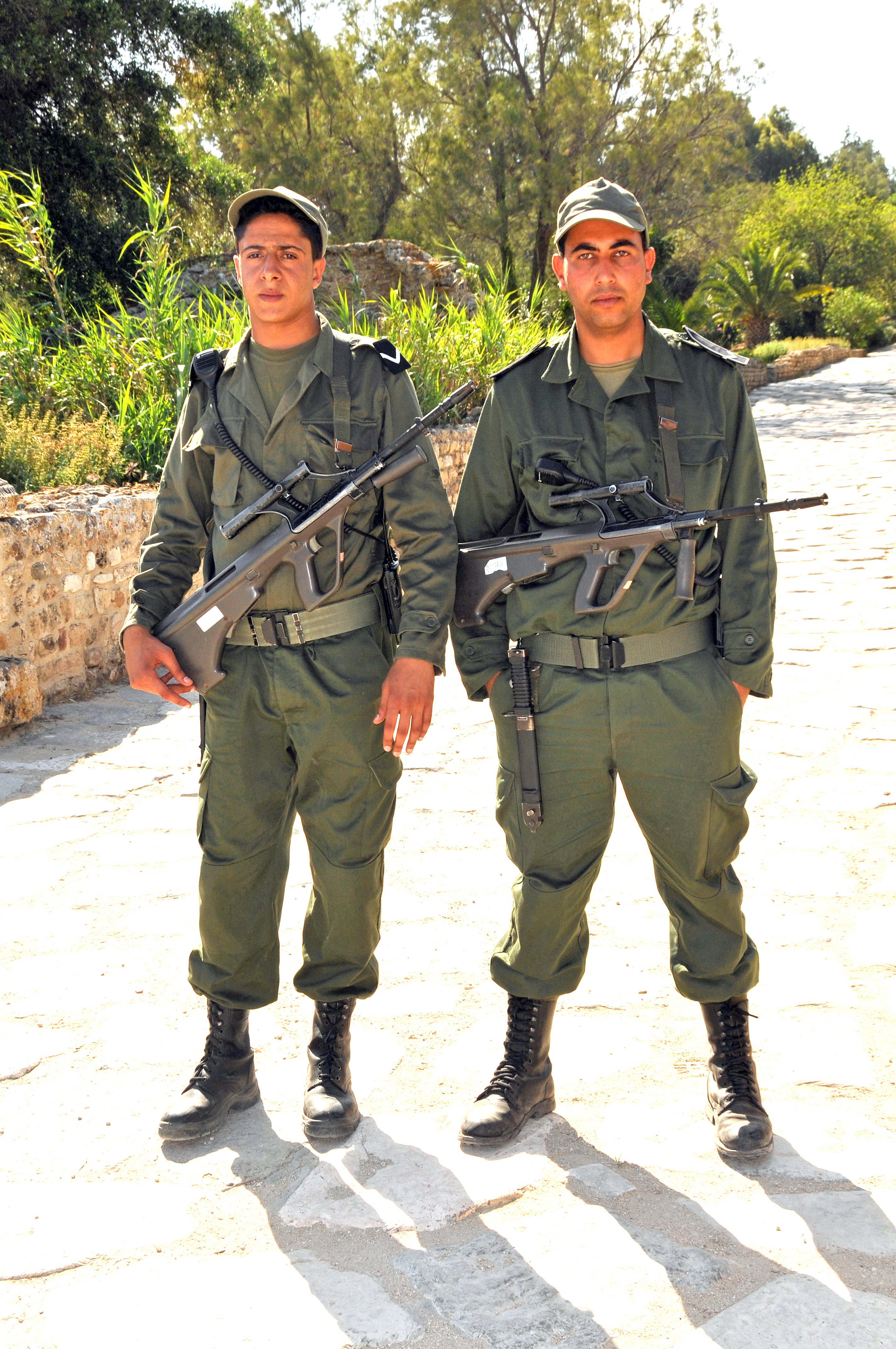
ステアーAUGを装備したチュニジア軍兵士

編制は以下の通り。
- 機械化旅団[4]×3[1]
- 偵察連隊×1[1]
- 特殊作戦連隊×1[1]
- サハラ特殊作戦連隊×1[1]
- 工兵連隊×1[1]

保有装備は以下の通り。
戦車
- M-60A1×30[1]
- M-60A3×54[1]
- SK-105×48[1]

装甲車
- AML-90×40[1]
- FV601×20[1]
- M-113A1/A2×140[1]
- フィアット 6614×110[1]
- バスティオンAPC×4[1]
- エジデル×71[1]
- キルピ×146[1]
- ヴラン×9[1]

火砲
- M-101A1/A2×48[1]
- M-114A1×12[1]
- M-198×55[1]
- 中迫撃砲・重迫撃砲×161[1]

対戦車兵器
- M901 ITV×35[1]
- ミラン[1]
- BGM-71 TOW[1]
- LRAC×300
- M-20×300

地対空兵器
- M-48チャパラル×26[1]
- RBS-70[1]
- M-42×12[1]
- M-55 20mm機関砲×100[1]

### 海軍
所属艦艇についてはチュニジア海軍艦艇一覧を参照のこと。
基地がビゼルト、スファックス、ケリビアに存在する。

### 空軍
保有機体は以下の通り。
- F-5E/F×9/2[1]
- MB-326B/K/L×4/3/3[1]
- MX-7-180B×12[1]
- C-130B/H/J-30×5/1/2[1]
- G-222×5[1]
- L-410×3[1]
- S-208A×2[1]
- L-59×9[1]
- アエルマッキ SF-260×14[1]
- T-6C×2[1]
- UH-60M×8[1]
- AS-350B×6[1]
- ベル205×15[1]
- UH-1H/N×8/2[1]
- ベル412EPX×12（予定） - 2025年6月に発注[5]。
- HH-3E×11[1]
- AS-365×1[1]
- SA-313×6[1]
- SA-316×3[1]
- OH-58D×24[1]